# Soekonnaja Sloboda / Sukno Bistäse

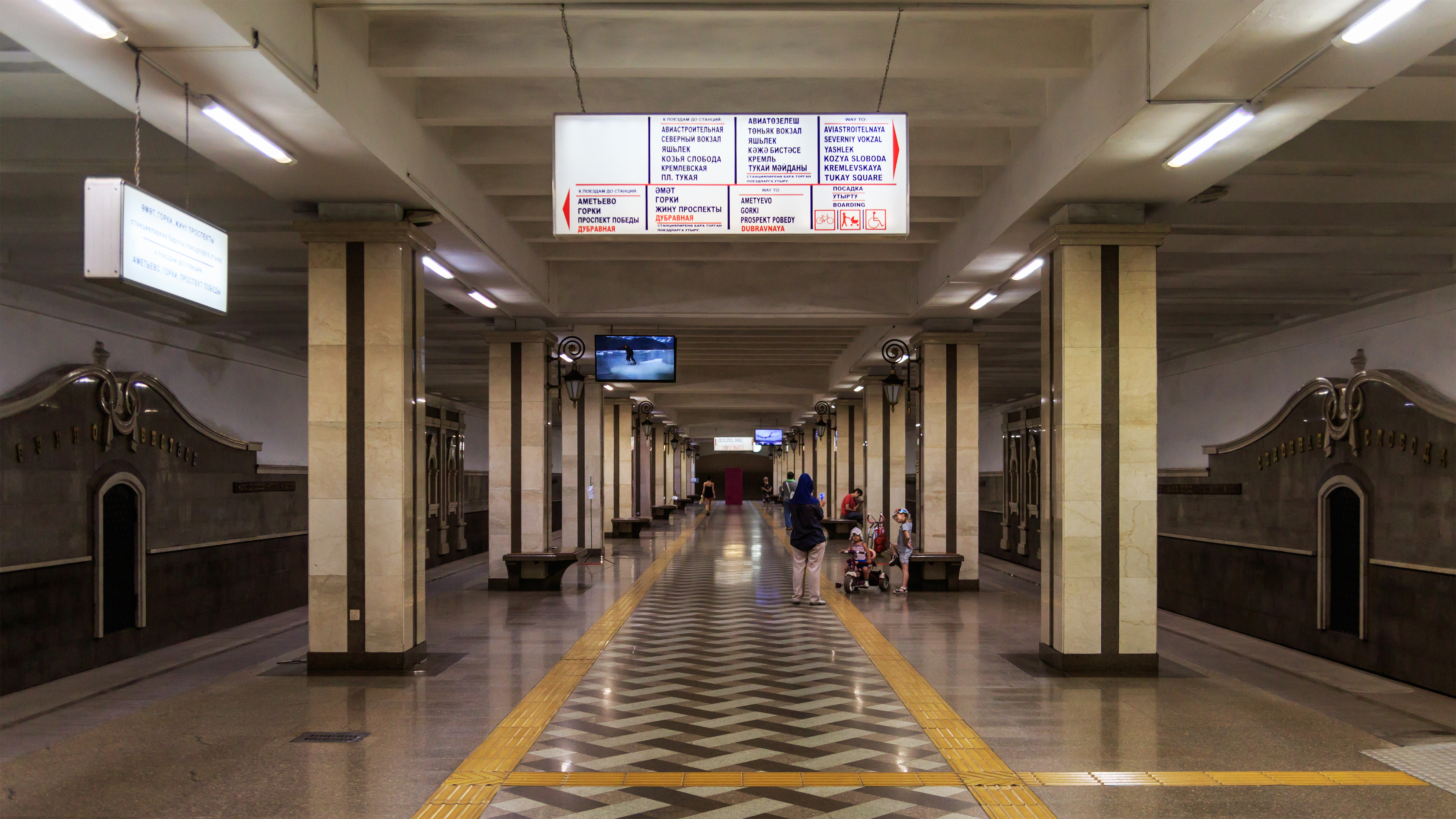
Perronhal

Soekonnaja Sloboda (Russisch: Суконная слобода) of Sukno Bistäse (Tataars; cyrillisch: Сукно бистəсе) is een station van de metro van Kazan. Het station werd geopend op 27 augustus 2005 als onderdeel van de eerste metrolijn in de stad. Het metrostation bevindt zich ten zuidoosten van het stadscentrum, onder de kruising van de Oelitsa Esperanto (Esperantostraat) en de Peterboergskaja Oelitsa (Sint-Petersburgstraat). Aanvankelijk was het station ruim 500 meter noordwestelijker gepland; de huidige locatie werd gekozen vanwege de gunstigere overstapmogelijkheden en naar aanleiding van het schrappen uit de plannen van een ander station, waardoor de afstand tot Ametjevo/Ämät te groot zou worden. Zijn naam dankt het station aan de wijk waarin het gelegen is en betekent letterlijk "Lakenvoorstad". In de omgeving zijn woongebieden, kantoren en culturele instellingen te vinden. Er kan worden overgestapt op een aantal stadsbuslijnen en marsjroetka's.
Het station is ondiep gelegen en beschikt over een perronhal met vierkante zuilen. De inrichting brengt met zijn wit-bruine kleurstelling en decoratieve elementen de oude ambachtswijk waarin het station gelegen is in herinnering. Aan een aantal van de zuilen zijn ouderwetse lantaarns opgehangen en houten bankjes bevestigd. Op de wanden langs de sporen worden in bruin en wit marmer ramen en deuren uitgebeeld; op de versierde gevels boven de deuren is met bronzen letters de naam van het station aangebracht - uiteraard in twee talen. In de met gepolijst graniet geplaveide vloeren is een geweven motief aangebracht, een verwijzing naar de naam van het station. Aan beide uiteinden van het eilandperron leiden trappen naar de twee ondergrondse lokettenzalen, die verbonden zijn met voetgangerstunnels onder de Peterboergskaja Oelitsa.
Soekonnaja Sloboda/Sukno Bistäse is gepland als overstapstation op de toekomstige metrolijn 3. Aan de zuidkant van het metrostation is ruimte gereserveerd voor een verbindingstunnel met het perron aan deze lijn.